# Finanzplatz München

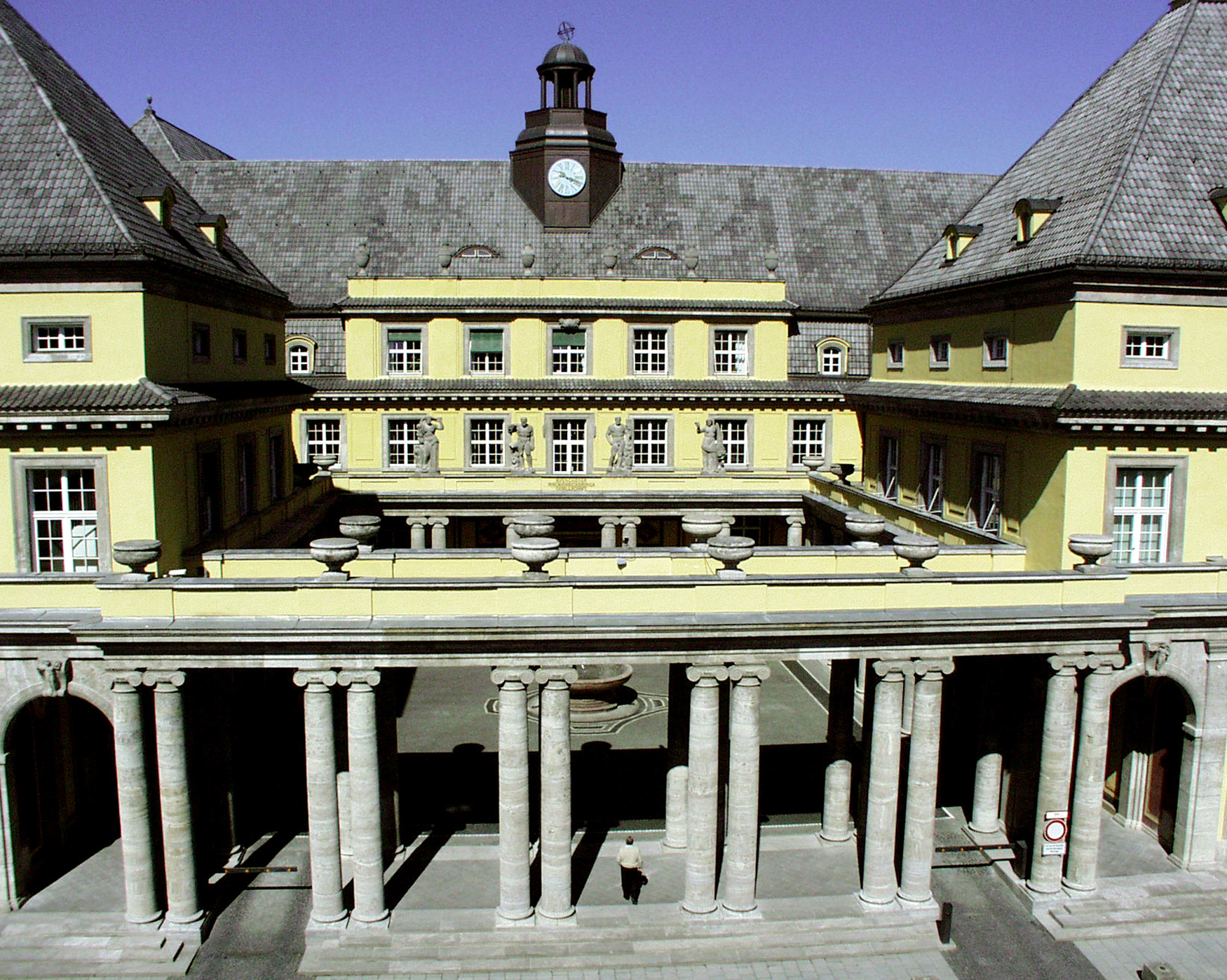
Historisches Hauptgebäude der Münchener Rück

Der Finanzplatz München umfasst alle Unternehmen und Institutionen der Finanz- und Versicherungsbranche in München und im Umland. Seine Bedeutung erhält der Finanzplatz vor allem durch die starke Versicherungsbranche mit den Branchen-Schwergewichten Münchener Rück (Umsatz 2014: 48,8 Mrd. Euro) und Allianz SE (Umsatz 2014: 122,3 Mrd. Euro) sowie dem – trotz Finanzkrise und Konsolidierungsprozess – wichtigen Bankensektor. Im Raum München sind 6,3 Prozent der Beschäftigten im Finanz- und Versicherungsgewerbe tätig, nach den letzten Zahlen von Mitte Juni 2014 waren es 80.610 Beschäftigte. Der Finanzplatz München wird von der Finanzplatz München Initiative (fpmi) aktiv nach außen vertreten. Gegründet 2000 unter maßgeblichem Engagement des Bayerischen Wirtschaftsministeriums zählt die Initiative heute fünfzig Mitglieder und damit mehr als jede andere Finanzplatzinitiative in Deutschland. Zum Teilnehmerkreis gehören Vertreter der Finanz- und Versicherungswirtschaft ebenso wie Venture-Capital- und Leasing-Firmen, die Börse München, Kammern und Wirtschaftsverbände sowie Universitätslehrstühle.

## Behörden
In München haben das Bayerische Staatsministerium der Finanzen und für Heimat und das Bayerische Landesamt für Steuern ihren Sitz. Das Bayerische Landesamt für Steuern verantwortet die Entwicklung des Steuerverwaltungsprogramms ELSTER.

## Versicherungen
München ist einer der weltweit führenden Versicherungsstandorte. In der bayerischen Landeshauptstadt und ihren Umlandgemeinden haben rund 60 Versicherungsunternehmen ihren Sitz, darunter die Allianz Gruppe, die Münchener Rück, Generali Deutschland, LV 1871, die Versicherungskammer Bayern sowie die Bayerische Versorgungskammer. Auch ausländische Versicherungsunternehmen wie Swiss Re unterhalten Hauptniederlassungen in München. Insgesamt beschäftigt die Branche in München und Umland rund 28.000 Mitarbeiter, mehr als in jeder anderen deutschen Stadt.

## Banken
Mit deutlichem Abstand hinter Frankfurt am Main gilt München neben Berlin als der zweit- bzw. drittwichtigste deutsche Bankenstandort. Rund 50 Banken, darunter die HypoVereinsbank, die mit der Unicredit zu einer europäischen Bank verschmolz, und die BayernLB, haben hier ihren Sitz. Insgesamt sind 160 Kreditinstitute in München präsent. Die Stadtsparkasse München zählt zu den größten deutschen Sparkassen. Eine starke Rolle spielt das Hypotheken-Geschäft, die Münchner Institute (z. B. Münchener Hypothekenbank) emittieren rund ein Drittel aller in Deutschland
aufgelegter Pfandbriefe. Im Landkreis München befinden sich die Sitze der Baader Bank und der Deutschen Pfandbriefbank.

## Vermögensverwaltung
1949 startete in der bayerischen Landeshauptstadt mit der ADIG Allgemeine Deutsche Investment-Gesellschaft die erste deutsche Fondsgesellschaft. Vermögensverwaltungs- und Fondsgesellschaften im Besitz Münchner Unternehmen verwalten heute deutlich über eine Billion Euro. Mit Scalable Capital sitzt Europas größter digitaler Vermögensverwalter in München.

## Börse München
Die Börse München ist öffentlich-rechtlich organisiert. Es werden mehr als 18.300 Wertpapiere aus den verschiedensten Gattungen gehandelt. Mit m:access bietet sie ein Marktsegment für die Finanzierung mittelständischer Unternehmen an. Es werden Börsengänge betreut und Unternehmensanleihen zum Handel zugelassen.

## Private Equity und Venture Capital
Über 40 VC- und Private-Equity-Gesellschaften haben ihre Zentrale in München, darüber hinaus sind hier zahlreiche weitere deutsche und internationale Unternehmen der Branche mit Dependancen vertreten.

## Leasing und Factoring
Der Großraum München ist der führende deutsche Leasing-Standort. Von den rund 175 Mitgliedern des Bundesverbands Deutscher Leasing-Unternehmen (BDL), die insgesamt einen Anteil von ca. 90 Prozent am gesamten Leasing-Marktvolumen in Deutschland repräsentieren, haben knapp 20 Prozent ihren Sitz in oder um München, darunter die KGAL, die LHI Leasing und die Hannover Leasing. Der Großraum München zählt darüber hinaus zu den wesentlichen Factoring-Standorten Deutschlands mit Unternehmen wie der Eurofactor AG.

## Förderinstitute
Mit der LfA Förderbank Bayern und der BayBG (Bayerische Beteiligungsgesellschaft) beherbergt München zwei wichtige Förderinstitute. Während sich die LfA auf die Vergabe günstiger Kredite für Gründer und Mittelständler konzentriert hat, steigt die BayBG insbesondere als stiller Gesellschafter bei einer Vielzahl von kleinen und mittleren Unternehmen (KMUs) als Eigenkapitalgeber ein.

## Institutionen
Die Niederlassung der Deutschen Bundesbank oder die Bankenverbände (Bayerischer Bankenverband, Sparkassenverband Bayern, Genossenschaftsverband Bayern) tragen ebenfalls zur breiten Aufstellung des Finanzplatzes bei.